# Åsgarn
Åsgarn är en sjö i Avesta kommun i Dalarna och ingår i Dalälvens huvudavrinningsområde. Sjön har en area på 1,78 kvadratkilometer och ligger 70,9 meter över havet. Sjön avvattnas av vattendraget Norsån (Garpenbergsån). Vid provfiske har bland annat abborre, gers, gädda och karpfisk (obestämd) fångats i sjön.

## Delavrinningsområde
Åsgarn ingår i det delavrinningsområde (667950-152686) som SMHI kallar för Utloppet av Åsgarn. Medelhöjden är 100 meter över havet och ytan är 13,26 kvadratkilometer. Räknas de 16 avrinningsområdena uppströms in blir den ackumulerade arean 109,68 kvadratkilometer. Norsån (Garpenbergsån) som avvattnar avrinningsområdet har biflödesordning 2, vilket innebär att vattnet flödar genom totalt 2 vattendrag innan det når havet efter 120 kilometer. Avrinningsområdet består mestadels av skog (39 procent), öppen mark (12 procent) och jordbruk (21 procent). Avrinningsområdet har 1,72 kvadratkilometer vattenytor vilket ger det en sjöprocent på 21,9 procent.

## Fisk
Vid provfiske har följande fisk fångats i sjön:
- Abborre
- Gärs
- Gädda
- Karpfisk obestämd
- Mört
- Sarv
- Sutare